# Lymantica malgassica
Lymantica malgassica is een vlinder uit de familie spinneruilen (Erebidae), onderfamilie donsvlinders (Lymantriinae). De wetenschappelijke naam van deze soort is voor het eerst geldig gepubliceerd in 1914 door Kenrick.
De soort komt voor in tropisch Afrika.